# 洞喜縣
洞喜县（越南语：／）是越南太原省下辖的一个县。面积427.73平方千米，2020年总人口103695人。

## 地理
洞喜县北接北𣴓省𢄂买县，东北接武崖县，东南接北江省安世县，南接富平县，西南接太原市，西接富良县。

## 历史
2017年8月18日，厨𧯄市镇、况上社、灵山社1市镇2社划归太原市管辖。
2023年2月13日，越南国会常务委员会通过决议，自2023年4月10日起，化上社改制为化上市镇。
2024年10月24日，越南国会常务委员会通过决议，自2024年12月1日起，新利社并入寨槔市镇。

## 行政区划
洞喜县下辖3市镇11社，县莅化上市镇。
- 化上市镇（Thị trấn Hóa Thượng）
- 寨槔市镇（Thị trấn Trại Cau）
- 泷梂市镇（Thị trấn Sông Cầu）
- 核市社（Xã Cây Thị）
- 化中社（Xã Hóa Trung）
- 和平社（Xã Hòa Bình）
- 合进社（Xã Hợp Tiến）
- 溪谟社（Xã Khe Mo）
- 明立社（Xã Minh Lập）
- 南和社（Xã Nam Hòa）
- 光山社（Xã Quang Sơn）
- 新隆社（Xã Tân Long）
- 文汉社（Xã Văn Hán）
- 文陵社（Xã Văn Lăng）